# Алім-хан (Коканд)
Алім-хан (1772/1774–1810) — 9-й правитель Кокандського ханства у 1798—1809 роках. Провів військову реформу, продовжив загарбницьку політику, захопивши Ташкент.

## Життєпис
Походив з династії мінгів. Син Нарбута-бія та Фахрініси-аїм. Народився 1772 або 1774 року в Коканді. Посів трон після смерті батька у 1798 році. На початку свого правління придушив спротив свого зведеного брата Рустема-бека, якого полонив і стратив. 1799 року відправив війська на підкорення Ташкенту, але вони зазнали поразки від місцевого володаря Юнус-Ходжи. Останній отримав невдовзі допомогу від Бек-Мурада, сина Худояр-бія, який знову захопив Ходженд. Також підняв повстання Бузург-Ходжа, бій Чуста. Його з великими труднощами вдалося приборкати.
1803 року в битві біля Гурум-сарая (правобережжя Сирдар'ї) вдалося завдати поразки Юнус-Ходжи, який вдерся до Ферганської долини. Переслідуючи супротивника Алім захопив Ташкент. В подальшому Алім вправно посварив Баба-бека, бія Ура-Тюбе, і Бег-Мурада, які почали боротьбу між собою й зрештою обидва загинули. 1805 року провів військову реформу, створивши наймане військо з гірських таджиків, яких озброїв вогнепальною зброєю.
Невдовзі було захоплено Ходженд. Потім він приєднав до ханства долини річок Чирчик і Ахангаран. Захопив в киргизів місто Туркестан. Разом з тим встановив більш рівноправні відносини з імперією Цін, уряд якої доручив контролювати шляхи з Бухари до Кашгару. За це кокандський хан отримував щорічну субсидію.
За цим Алім першим прийняв титул хана. З 1805 року у всіх офіційних документах держава називалася Кокандським ханством. 1806 року наказав карбувати срібні монети з написом, що містила титул «хана». Повноцінний карб монет дозволяв навести лад у фінансовій та податковій системі. Того ж року на чолі війська захопив бекство Ура-Тюбе. Проте спроба захопити Джізак виявилася марною. Цим скористалися узбеки-юзи, очільник яких Махмуд-Ходжа повернув владу над Ура-Тюбе. Водночас Алім-хана спробував вбити дервіш як помсту за переслідування дервішів й суфіїв, яких хан зневажав. Алім-хан врятувався, проет знову спробував захпоити Ура-Тюбе. На допомогу останньому прийшов бухарський емір Сеїд Хайдар Тура з загонами казахських султанів. Алім-хан зумів отримати війська з Сайраму і Кашгару. В битві біля Ура-Тюбе кокандських хан зазнав тяжкої поразки. Наслідком стала втрата міста Туркестан.
1809 року рушив на підкорення Ташкенту, який повстав проти влади Коканду. Потім наказав здійснити напад на казахів-курамінців, в яких було захоплено фортеці Ніязбек і Кереучі. Наступним кроком став напад на міста
Чимкент і Сайрам, але  їх облога затягнулася. Водночас через погані умови зросло невдоволення діями Алім-хана серед командувачів загонами кокандців. Тому, коли хан наказав удруге виступити проти казахів, воєначальники Ірискулі-бій та Джумабай-кайтак відмовилися виконати наказ, а потім залишили Алім-хана і повернулися до Коканду. Там брат хана Умар оголосив себе володарем держави, розпустивши чутки, що Алім помер. Останній, що мав тепер лише 300 вояків, рушив на Коканд, призначивши сина Шахруха намісником Ташкенту. Але напочатку 1810 року потрапив у засідку біля Коканду й загинув.